# Götz von Selle
Pour les articles homonymes, voir Selle.
Stefan Hans Götz von Selle (né le 28 janvier 1893 à Torgau et mort le 6 octobre 1956 à Göttingen) est un bibliothécaire et historien allemand.

## Biographie
Stefan est le fils du lieutenant et adjudant du 72e régiment d'infanterie (de) Hans von Selle et son épouse Augusta Ludovika Wilhelmina née baronne von Hanstein.
Götz von Selle étudie au lycée de Steglitz (de). Après avoir obtenu son diplôme d'études secondaires, il étudie à l'Université Frédéric-Guillaume de Berlin, à l'Université Christian-Albert de Kiel et à l'Université Georges-Auguste de Göttingen. Il obtient son doctorat en histoire, histoire de l'art et études iraniennes à Göttingen en 1920,.
Son désir d'approfondir ses connaissances en philologie iranienne ne pouvant se réaliser, il passe l'examen d'État en histoire, théologie protestante et sciences politiques. En 1924, il prend en charge la création et l'administration des archives de l'université de Göttingen. En 1928, il rejoint la bibliothèque universitaire de Göttingen en tant que bibliothécaire. Entre-temps, il est à la Bibliothèque d'État de Berlin en 1929/30. Le 1er mai 1937, il rejoint le NSDAP (numéro de membre 4 138 237). En 1938, il est nommé conseiller de la bibliothèque de Göttingen et en février 1939, il est nommé professeur honoraire à la Faculté de philosophie. Parallèlement, il obtient un poste d'enseignant en bibliothéconomie et en histoire universitaire .

### Königsberg
La même année, il accepte l'appel de l'Université de Königsberg ; En tant que professeur d'histoire pédagogique et intellectuelle allemande, il occupe le poste de premier conseiller de bibliothèque et de directeur adjoint de la Bibliothèque d'État et universitaire de Königsberg.

Il écrit Geschichte der Albertus-Universität, que le recteur Hans-Bernhard von Grünberg (de) et le Sénat ont commandée pour le 400e anniversaire de l'Université. Dans l'avant-propos de la 2e édition (1956) Herbert Kraus (de) écrit :

« À l'époque, seul un tout petit nombre d'exemplaires avait pu être publié, conformément aux circonstances ; il avait rapidement disparu, les événements de la guerre ayant bien sûr aussi exercé leur influence dévastatrice. Ainsi, des raisons extérieures justifient déjà la réapparition de l'ouvrage. »

— Herbert Kraus
Von Selle est officier de liaison de l'état-major spécial de Gustav Abb (de) auprès du groupe d'armées Nord pendant la guerre germano-soviétique. Gustav Abb est responsable du personnel opérationnel du Reichsleiter Rosenberg (ERR) lors du vol de livres dans les zones conquises.

### Göttingen
Il incarne les relations étroites entre l'Université Georges-Auguste de Göttingen et la défunte Université de Königsberg. Sa santé l'empêche de retourner travailler en bibliothèque; À la demande du recteur et du Sénat, il prend en charge la reconstruction et la gestion des archives universitaires, dont les fonds ont été déplacés pendant la Seconde Guerre mondiale.
Avec Friedrich Hoffmann (de), il fut l'un des fondateurs du groupe de travail de Göttingen. Après la mort d'Hoffmann, il poursuit le travail du bureau d'enregistrement des universités est-allemandes qu'il a fondé. À sa place, à partir de 1951, il édite également le Jahrbuch der Albertus-Universität zu Königsberg/Pr.
En avril 1956, les amis de Kant (de) l'élisent premier chancelier. Il décède six mois plus tard, à l'âge de 63 ans. Il est enterré au cimetière de la ville de Göttingen.
Il est marié à Erika baronne von Bodenhausen de la branche d'Arnstein (1894-1984) depuis 1921. La fille unique de ce mariage est Gabriele baronne Grote née von Selle (1922-2017).

## Publications
- Ein akademischer Orden in Göttingen um 1770, dans: Göttingische Nebenstunden 4, 1927
- Die Georg-August-Universität zu Göttingen. 1737–1937. Vandenhoeck & Ruprecht, Göttingen, 1937
- Die Matrikel der Georg-August-Universität zu Göttingen 1734–1837. Hildesheim, Leipzig, 1937
- Geschichte der Albertus-Universität zu Königsberg in Preußen. Königsberg, 1944. 2e édition: Wurtzbourg, 1956
- Deutsches Geistesleben in Ostpreußen. Göttinger Arbeitskreis, Gräfe und Unzer, Königsberg 1948
- Preußenbrevier. Francfort-sur-le-Main, 1951
- Universität Göttingen – Wesen und Geschichte. Musterschmidt, Göttingen, 1953
- Ostdeutsche Biographien – 365 Lebensläufe in Kurzdarstellungen. dir. vom Göttinger Arbeitskreis. Wurtzbourg, 1955